# Sildemåge
Sildemågen (Larus fuscus) er en 55 centimeter stor mågeart, der yngler langs kysterne af det nordlige og vestlige Europa og desuden indlands i dele af det centrale Asien. Arten kendes på sine gule ben og den mindre størrelse i forhold til f.eks. svartbag og sølvmåge.
I Danmark kendes sildemågen som en udpræget maritim fugl, der sjældent kommer ind over land, men dog ses ved kysterne. Den lever af fisk og fiskeaffald og følger ofte skibe til havs. Der findes i Danmark tre underarter af sildemågen, hvor vingeoversiden varierer fra helt sort (baltisk sildemåge) til mørkegrå (britisk sildemåge).

## Underarter
Udover de tre alment anerkendte underarter af sildemåge tyder undersøgelser fra 2008 på, at også sibirisk måge og steppemåge skal henregnes til arten. Der er dog stadig uklarhed om artsafgrænsningen blandt de mere end 30 taksa inden for de hvidhovedede Larus-måger.
- Baltisk sildemåge, Larus fuscus fuscus

Yngler i det nordlige Norge, Sverige og Finland indtil Hvidehavet. Desuden i Danmark på Bornholm og Christiansø. Den er regnet som kritisk truet i Danmark på den danske rødliste 2019.
- Britisk sildemåge, Larus fuscus graellsii

Yngler i Grønland, Island, Færøerne, vestlige Europa (inklusiv jyske vestkyst).
- Nordsøsildemåge, Larus fuscus intermedius

Yngler i Holland, Tyskland, Danmark (i Kattegat), sydvestlige Sverige og vestlige Norge.
- Sibirisk måge, Larus fuscus heuglini[8]

Yngler fra det nordlige Rusland til det centrale Sibirien.
- Steppemåge, Larus fuscus barabensis[9]

Yngler i det centrale Asien.